# Utlanden
Utlanden kallades förr Askims, Vättle och Sävedals härader vid mynningen av Göta älv. Området blev svenskt vid 1200-talets mitt, då även det från Norge erövrade Svenska Hisingen (från 1680 Östra Hisings härad) kom att ingå i Sävedals härad. Sannolikt blev området annekterat från Danmark under Birger jarl år 1254.

## Historia
Området som skulle bli den kil mot väster som det till en början götiska, sedan det svenska, riket så hett eftertraktade under 1100-1200-talen, kommer i åtminstone indirekt belysning under de oroliga åren efter kung Knut den stores död 1035 och de efterföljande striderna om Danmarks krona vid 1000-talets mitt. Området kom i källorna senare att kallas för den besynnerliga benämningen ”Utlanden”. Benämningen dyker först upp i källorna under 1200-talet. Utlanden, eller kilen ut mot västerhavet, var strategiskt beläget vid den stora Gautälven (Göta älv), med skärgård och kustregion mitt emellan de danska och norska rikena och mitt i vägen för en under 1100-talet framväxande götisk stat som tillsammans med Östergötland och delar av Mälarregionen och Bergslagen höll på att omvandlas till en löst sammanhållen svensk statsbildning. Här fanns den skärningspunkt mellan de tre skandinaviska maktsfärerna som samtliga av dem ville lägga beslag på för egen del.
Den som behärskade Gautälvens utlopp behärskade även stora delar av Kattegatt, södra Skagerack och dessutom kontroll över vad som tilldrog sig öster om älvens utlopp, På detta sätt kunde man blockera en möjlig statsformation i inlandet och dess väg till havet i väster. Rivaliteten och kampen om denna region hade orsakat konflikter och strider redan under 900-talet och 1000-talets första decennier. Kampen stod främst mellan den norska kungamaktens strävan att tränga söderut och den danska kungamaktens vilja att tränga norrut. Parallellt med detta höll en mycket instabil hövdingafederation på att bildas på slätterna mellan Vänern och Vättern. Federationen trängde på mot Gautälvens dalgång i syfte att nå havet för bättre kommunikationer och ökad handel med omvärlden.

### Dansk närvaro och påverkan
År 1035 dog Knut den store och samma år valdes den elvaårige Magnus den gode till norsk kung. År 1042 blev han även vald till dansk kung, vilket snart orsakade en reaktion bland danska kungaaspiranter och det dröjde inte länge förrän en av dem, Svend Estridsen, gjorde uppror. Kung Magnus avled 1047 och efterträddes av sin släkting Harald Hårdråde. Under tiden hade Svend Estridsen övertagit kronan i Danmark. Harald gick snart till attack mot sin danske rival och norrmännen plundrade kusten ned till Skåne. Efter flera års strider nåddes en uppgörelse år 1062 efter ett stort slag vid Nissan i Halland där ingen segrare kunde utkoras. Fred slöts officiellt vid Gautälven samma år.
Svend Estridsen förblev dansk kung och Harald Hårdråde erkände honom som sådan. Den norske kungen hade istället planer på att erövra England och behövde därför fred i sitt närområde. Möjligen drogs nu en gräns mellan Danmark och Norge just vid älvens utlopp – det som skulle bli Bohuslän blev norskt och det framtida Halland blev danskt. Därmed bör de områden som senare blev häraderna Askim och Sävedal, kanske även Vättle, ha tillfallit Danmark. Möjligen kan det blivande häradet Sävedals sydöstra delar, socknarna Landvetter och Härryda fortfarande ha utgjort ett slags ingenmansland mellan dansk överhöghet och götisk maktsfär. Namnet Landvetter kan tyda på ett sådant gränsområdesursprung.
Efter 1062 blev det lugnare tider också för människorna som bodde längs med och i närheten av Gautälvens nedre lopp. Kung Harald förlorade och dog i slaget vid Stamford Bridge 1066. De kontinentala impulserna var nu omfattande, och de nådde även Utlanden, bland annat genom utsända missionärer som predikade guds ord. Med det heliga ordet kom krav på skatter.

### Norska försök att lägga under sig Utlanden
Den norske kungen Magnus Barfot satte år 1097 igång ett angrepp mot Västergötland för att försöka erövra området. Området kan även under en tid ha stått under norsk kontroll. År 1101 sägs de tre kungarna Inge av Sverige, Erik Ejegod och Magnus Barfot ha slutit fred vid Kongahälla. Det är oklart under vilket rike Utlanden hamnade. Samtidigt bör den götiska federationen ha fått tillgång till Gautälven där Lödöse nu började växa upp till en götisk hamnstad med sjöförbindelse mot havet i väster.
Kristendomen och den europeiska gemenskapen med skatter, avgifter och diverse pålagor blev gradvis en del av tillvaron för befolkningen i Utlanden. Detta bör ha påverkat häradsindelningarna och sockengränserna och blivit allmänt accepterade av befolkningen, allra helst som en del förkristna traditioner som tingen och lokalt politiskt inflytande hade överlevt kulturbytet. En slags samverkan mellan hedniskt, lokalt, kontinentalt, kristet och romerskt blev resultatet i 1100-talets Västsverige.
I början av 1120-talet härjade Sigurd Jorsalafar i Småland och Blekinge, kanske även i Utlanden. Under 1110-1120-talen skakades den framväxande Götafederationen av interna stridigheter mellan olika stormannaätter som ville ta makten för egen del. Befolkningen kring Mälaren drogs in i federationen, vilket sannolikt ökade spänningarna. Detta ledde till att danska och norska kungar kom att intressera sig för Utlanden som var en nyckel till makten i Kattegatt, Skagerack och därmed även i det framväxande Sverige.

### Nya danska strider som svämmade över till Utlanden
År 1134 var det åter slut på friden i regionen då Erik Emune tog makten i Danmark efter slaget vid Foteviken i Skåne. Samtidigt blossade stridigheter kring Danmarks ställning gentemot biskoparna i Hamburg-Bremen upp med kraft. Det var en långvarig konflikt som inletts i och med Danmarks kristnande under 1000-talets andra halva. Utöver stridigheter mellan olika danska tronpretendenter seglade venderna till Utlanden år 1135 eller 1137. Man tog sig uppför älven till Kongahälla där man plundrade, mördade och brände ned hela staden.
De danska tronstriderna tog en ny vändning då Erik Emune avled 1138 och efterträddes av sin systerson Erik Lamm. Denne godtogs inte som dansk kung av alla stormän. År 1141 utbröt fullt krig när Erik Ejegods sonson Olof Haraldsson gjorde anspråk på den danska kronan. Ett bondeuppror bröt ut där skåningarna tog parti för upprorsledaren Haraldsson. Alla östdanskar kallades för skåningar på denna tid, alltså även hallänningar och blekingar. Götarna understödde Olof, säkerligen med baktanken att erhålla land vid kusten mot Kattegatt/Skagerack. I praktiken delades Danmark längs Öresund för en tid. Sannolikt hamnade Sävedal, Askim och Vättle härad under götiskt välde under några år då danskarna stred inbördes.
År 1143 besegrades Olof Haraldsson av Erik Lamm och Danmark enades åter. År 1154 hamnade hela det svenska området under den danske ärkebiskopens välde. Lund blev samtidigt ärkesäte för Norden som kom att kallas för kyrkoprovinsen Dacia och banden med biskopssätet Hamburg-Bremen bröts. När Erik Lamm dog bröt nya tronstrider ut i Danmark åren 1154–1157. Till slut tog Valdemar den store makten. Han inledde med återerövringar runt om Danmarks gränser och det är troligt att häraderna Askim, Vättle och Sävedal åter tillföll Danmark vid 1160-talets början.
År 1180 uppstod strider när ett bondeuppror bröt ut i Danmark. Särskilt drabbades de östliga delarna, Skåne, Halland och Blekinge. Åter ville skåningarna bryta sig loss och skaka av sig de allt hårdare pålagorna som kungamakten lade på dem. Götarna understödde upproret precis som några årtionden tidigare. Deras kandidat hette Harald och denne ledde bönderna under några år. År 1182 dog kung Valdemar och striderna fortsatte, men efter en tid bytte skåneherrarna sida och bönderna besegrades då övermakten blev för stor. Det är oklart vem som fick kontrollen över Utlanden. De osäkra tiderna fortsatte i flera år och det hela slutade med att Valdemar Sejr, son till den förste Valdemar, blev dansk kung år 1202. Under hans regeringstid erövrade danskarna stora områden längs Östersjöns kuster, bl.a. Estland. Det är möjligt att Sävedal, Vättle och Askim åter hamnade under dansk kontroll vid denna tid.

### Lübeck, Danmark, Norge, Påvekyrkan och Sverige – alla vill till älven
Islänningen Sturla Tordarsons skrift Håkon Håkonssons saga från åren 1264-1265 ger ett visst underlag för historiken kring Utlanden och den korridor som blev Sveriges port mot väster. Genom denna källa vet man åtminstone något om händelseförloppet. Katolska kyrkan hade goda förbindelser med Lübeck och de båda maktsystemen ville ha så fria och avgiftsfria passager som möjligt för handel och kommunikationer med de nordliga delarna av Europa. Båda ville få tillgång till de nordiska marknaderna och en slags fri exploateringsrätt i regionen. Sådant krävde fria passager och inte minst fria vattenleder för skeppen som fraktade gods och varor. Därmed kom både katolska kyrkan och Lübeck att gynna det framväxande svenska rikets vilja att komma fram till älven och därmed bryta ett danskt eller norskt monopol vid älvutloppet. Man gynnade helt enkelt Götastatens ambitioner i att tränga fram till älven – en Götastat som mot slutet av 1100-talet började uppgå, eller svälja delar av Mälardalen och Östergötland. Därmed började konturerna av det kommande svenska riket ta form. Den södra älvdalen och älvens utlopp blev den skärningspunkt där alla dessa intressen sammanföll. Älven utgjorde omkring år 1200 en gräns mellan Danmark i söder, och Norge i norr. Öckeröarna tillhörde Norge och Brännöarna Danmark. Danmark slutade ungefär vid dagens Surte, norr därom började Sverige. Sjöarna Mjörn och Sävelången utgjorde gräns mellan Danmark och Sverige, medan Säveåns dalgång mot sydväst var danskt. Hisingen var norskt liksom allt land väster om älven ända upp till Trollhättan. När Danmark hamnade i ett svaghetstillstånd från 1220-talet och framöver kunde främst Lübeck pressa landet till eftergifter. Förmodligen drog sig danskarna under 1220-1230-talen allt längre västerut och gränsen mot det framträngande Sverige flyttades sydvästut följandes Säveån, en tid gick troligen gränsen vid sjön Aspen. Det skogrika och kuperade området mellan Slättbygderna och kusten började under 1200-talet att koloniseras av västgötar vilka drog mot sydväst på grund av en förmodad folkökning.
Att Danmark övergav sina utposter berodde sannolikt på att Lübeck och kyrkan pressade på för att tvinga fram en fri sjöfart på älven och genom dess utlopp. De norska kungarna var desto offensivare och ville alls inte släppa möjligheterna att ta upp tull vid älven. Därför byggdes fästen på Ragnhildsholmen där älven delade sig i två armar och man anlade även andra fästen utmed älven i syfte att söka ta tull på passerande fartyg. Denna politik misslyckades till stor del eftersom dåtidens vapen inte kunde hindra fartyg att passera. Älven var under denna tid bredare och vattnet stod mer än en meter högre än idag. Här spelade troligen det så kallade Jordfallet en roll som först gynnade norrmännen. Jordfallet var ett jordskred som inträffade där nuvarande Bohus ligger, någon gång under 1220-talet. En isländsk annalnotering år 1249 beskriver ett jordskred i Göta älv. Handeln tvingades under en kort tid över till Nordre älv, men redan efter något eller några få år var den åter igång längs älvens östra utloppsarm. För att något motverka Lübeck och danskarna slöt den norske kungen Håkon och den svenska ledaren Birger Jarl en överenskommelse där Sverige tilläts ta över, eller köpa, de danska häraderna Sävedal och Askim och samtidigt utestänga danskarna från älvens utlopp. Norrmännen såg Danmark som ett större hot än det dåtida lösligt sammanhängande Sverige. Nu hade både Norge och Sverige var sin älvarm ut mot havet och en dåtida militär- och fredspakt hade slutits mellan Norge och Sverige. Lübeck och kyrkan hade samtidigt också fått sin vilja igenom och fartygstrafiken längs älven och dess utlopp förblev tullfria.

### Utlanden blir svenskt
Sävedal verkar därefter åter ha blivit västgötskt och svenskt efter Valdemars död 1241, eller kanske rent av under hans senare livstid, under perioden 1220–1241. Det verkar således troligt att Sävedal, Vättle och Askim, dvs Utlanden, tillhörde eller var på väg att tillfalla Västergötland vid tiden för Västgötalagens tillkomst under 1220-talet. Sålunda var (troligtvis) Sävedal, Askim och Vättle svenskt när Birger Jarl blev svensk härskare mot slutet av 1240-talet.
Askims, Sävedal och Vättle härader, samt tidvis svenska Hisingen, kallades under åtminstone 1200-talet för Utlanden. Utlanden utgjorde den kil som gick fram till havet i väster från Västergötlands inland vid Göta älvs mynning. I norr gränsade området till Norge, och i söder till Danmark. Bohuslän tillhörde under denna tid Norge och var uppdelat i en nordlig del kallat Ranarike samt en sydlig del som kallades Viken. Från 1100-talet till 1300-talet var Bohuslän uppdelat i 16 skeppsredor, distrikt liknande härader, eller ännu mer svearnas hundare, avsedda att utrusta ledungen. Samtidigt var de skatteuppbördsområden åt den norska kungamakten.
Som ovan berörts kallades alltså Sävedals, Vättle och Askims härader tillsammans med de närmaste grannarna på Hisingen för Utlanden. Det är egentligen inte klarlagt varför. Området norr om Hisingen, upp till nuvarande Stenungsundstrakten kallades förr för Inlanden. Man kan anta att dessa under vikingatiden kan ha utgjort ett och samma område, med två eller tre skeppsredor.

### Olika teorier och försök att förstå skeendet
Andra källor pekar åt ett helt annat håll när det gäller Askims härad och västra delen av Sävedals härad. Enligt en tolkning av danska och norska källor skall benämningen Utlanden syfta på att detta område tidigare har tillhört det danska Halland. Tiden före 1240-talet är oklar och egentligen vet man inte mycket om denna tid eftersom källorna är nästan obefintliga. Danska källor antyder att gränsen mellan Norge och Danmark före 1240-talet skall ha gått vid Göta älvs mynning. Sverige skulle dessförinnan ha varit helt utestängt från havet i väster, därav namnet Utlanden, syftande på att området förut varit ett utland. De var nya, utifrån komna områden. Antingen hade de erövrats från Danmark strax innan, då Danmark faktiskt hade en svaghetsperiod (1220-1230-talen), eller hade de köpts eller på annat sätt erhållits från Danmark.
Utlanden kan även från dansk eller norsk sida ha betraktats som utifrån komna områden - de inre delarna skulle då ha legat närmast havet därför att kommunikationerna oftast gick denna väg i sjöriket Danmark, liksom det faktum att Inlanden låg innanför älven medan Utlanden låg utanför älven - sett ur norskt perspektiv. Landet längre in från kusten skrämde förmodligen både norrmän och danskar, för dem var det ett Utland, det vill säga långt från kommunikationsleder såsom kuster och floder att färdas på. Man ville helst undvika områdena där Partille, Lerum, Landvetter, Angered, Gråbo och Mölnlycke idag ligger.